# Johann Friedrich Gleditsch

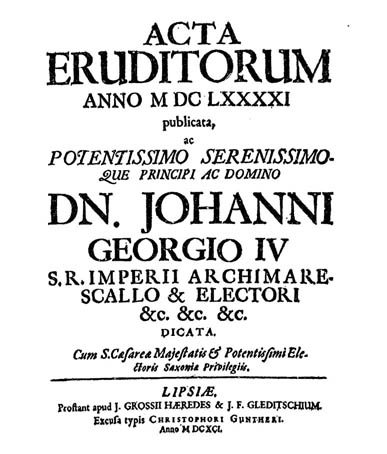
Page de titre des Acta Eruditorum de Leipzig publiés par Johann Friedrich Gleditsch

Johann Friedrich Gleditsch, (né le 15 août 1653 à Eschendorf près de Pirna et mort le 26 mars 1716 à Leipzig) est un important libraire d'édition de la fin du XVIIe et du début du XVIIIe siècle.

## Biographie
Johann est le fils du pasteur Georg Gleditsch (1615-1665) et de sa femme Catharina (b. Nikolai, 1624-1671) et étudie à l'école Saint-Thomas de Leipzig après la mort prématurée de son père. Pour des raisons financières, il entreprend un apprentissage dans la librairie chez Elert Schumacher à Wittemberg ; il y reste employé comme assistant jusqu'en 1680. En 1681, il devient commis d'édition dans la boutique de feu Johann Friedrich Fritsch (de), dont il épouse la veuve Catarina Margaretha en novembre 1681. Dans la période qui suit, il développe l'entreprise déjà respectée en un éditeur scientifique exceptionnel de son temps, célèbre surtout pour la publication des Acta Eruditorum de Leipzig, dont il publie le premier numéro en 1682 en coopération avec la maison d'édition Grossische Erben.
À la fin de 1693, il cède l'entreprise à son beau-fils Thomas Fritsch (de) et fonde sa propre librairie d'édition, qui prend également de l'importance en quelques années car elle se distingue par des publications élaborées. Par exemple, on peut citer l'ouvrage principal de l'histoire de la Réforme, le Commentarius de Lutheranismo de Seckendorff, le Schauplatz und Labyrinth de Ziegler, l' Arminius de Lohenstein et les grands ouvrages biblico-théologiques de Johann Tarnow (de) (Tarnovius), Glassius, Carpzov (de), Dieterici, Pritius (de), Herberger.
En plus des grands auteurs, Gleditsch réussit avec les deux secteurs de croissance les plus importants du marché du livre au début du XVIIIe siècle : encyclopédies et revues. Il publie le Reales Staats- und Zeitungs-Lexicon (de) (1704), qui est supervisé par Johann Hübner, qui obtient bientôt le titre "Conversations-Lexicon" et, avec son volume supplémentaire en 1712, devient la lecture indispensable pour accompagner les journaux - on pouvait y consulter les lieux et les pays mentionnés dans les journaux, car les journaux proposaient leurs nouvelles dans le style actuel en grande partie sans aucune explication ni commentaire.
Le Frauenzimmer-Lexicon (de) (1715) compilé par Gottlieb Siegmund Corvinus (de) alias Amaranthes est ajouté au lexique. Parmi les revues, l'Acta Eruditorum latin publié par sa maison d'édition est complété par le Deutsche Acta Eruditorum (de) de 1712, qui devient le principal organe de révision de langue allemande pour les écrits historiques. Les entreprises créent leurs propres effets de synergie : les titres publiés par Gledisch sont régulièrement discutés et donc annoncés dans les revues de l'entreprise.
La biographie Menantes de Benjamin Wedel (de) rapporte que les auteurs du Zeitungs-Lexicons reçoivent 2½ Reichstaler (de) pour la feuille imprimée.
Les archives de l'éditeur se trouvent aux Archives d'État de Saxe, Archives d'État de Leipzig (de) où elles constituent le fonds.